# Ascosphaera larvis
Ascosphaera larvis är en svampart som beskrevs av Bissett 1988. Ascosphaera larvis ingår i släktet Ascosphaera och familjen Ascosphaeraceae.   Inga underarter finns listade i Catalogue of Life.